# Lucius Appulejus Saturninus
Lucius Appulejus Saturninus (født ca. 138 f.Kr., død 100 f.Kr.) var en romersk folketribun og demagog, der var allieret med Gaius Marius, og som i 100 f.Kr. forsøgte at omstyrte republikken.
Saturninus havde været kornkvæstor i Ostia i 104 f.Kr., men blev sat fra bestillingen på grund af rygter om korruption. Året efter kom han dog igen ind på den politiske scene, da han blev valgt til folketribun. Han indgik derefter en alliance med Gaius Marius, der var konsul det pågældende år. Saturninus skaffede jord til Marius' veteraner, og Marius støttede Saturninus' forslag. Sammen fik de også sendt deres fælles fjende Quintus Caecilius Metellus Numidicus i eksil.
I 100 f.Kr. blev Saturninus igen folketribun, denne gang sammen med sin nye allierede, Gaius Servilius Glaucia. I starten havde de begge Marius' støtte, men da Marius erfarede, at Saturninus havde fået en gruppe bøller til at gennembanke en kvæstor, der modsatte sig et af Saturninus' forslag, brød han med ham. Saturninus og Glaucia forstod, at dette ville betyde, at de ville blive retsforfulgt efter endt embedstid, så Saturninus forsøgte at blive genvalgt, mens Glaucia stillede op som konsul, for at de begge kunne opnå immunitet.
På selve valgdagen tydede alt dog på, at en anden kandidat, Gaius Memmius, ville blive valgt frem for Glaucia. Saturninus og hans bøller overfaldt derfor Memmius og dræbte ham. Dette førte til stor opstandelse i Rom, og den siddende konsul Marius måtte rykke ud med hæren for at nedkæmpe et oprør. I forvirringen fremsatte Saturninus et lovforslag, der skulle gøre ham til konge, men hæren fik nedkæmpet oprøret, og Saturninus og Glaucia blev spærret inde i senatsbygningen. En gruppe rasende senatorer kravlede dog op på bygningens tag og stenede de to tribuner til døde med tagstenene.
Julius Cæsar anklagede senere en af senatorerne, der havde været med på taget, Gaius Rabirius, for drab på romersk embedsmand, men baggrunden for dette sagsanlæg var at vise, at senatet ikke skulle lægge sig ud med ham. Der var i eftertiden stor enighed om, at Saturninus havde været en forbryder på højde med Graccherne.